# Bento Gonçalves (Brasile)
Bento Gonçalves è un comune del Brasile nello Stato del Rio Grande do Sul, parte della mesoregione del Nordeste Rio-Grandense e della microregione di Caxias do Sul.

## Storia
Prima del 1870 l'area conosciuta come Cruzinha era abitata da indios. Nel 1875 l'area fu colonizzata da un gruppo di circa 730 immigranti tirolesi-trentini, provenienti dall'Impero austro-ungarico, e rinominata colonia di Donna Isabel, in omaggio alla principessa brasiliana Isabel de Bragança. Nel 1890 fu rinomitata Bento Gonçalves in omaggio all'eroe della rivoluzione farroupilha, Bento Gonçalves da Silva.
I coloni trentini trovarono un clima favorevole, soprattutto alla coltivazione della vite, attività che ottenne un ulteriore sviluppo quando la regione fu collegata alla rete nazionale ferroviaria all'inizio del XX secolo. Nel 1967 l'area ebbe un ulteriore impulso con la nascita del fenavinho, che diede a Bento Gonçalves notorietà a livello nazionale e internazionale e la trasformò nella "capitale brasiliana del vino".

## Società
Nel 2018, la popolazione totale del comune era di 119 049 abitanti, con una densità demografica di 434,49 hab / km ².

## Amministrazione
Il primo sindaco della città è entrato in carica il 24 novembre 1892. Il potere legislativo del comune è esercitato dal Consiglio comunale di Bento Gonçalves, composto da diciassette consiglieri comunali.

### Gemellaggi
- Rovereto
- Villa Lagarina
- Trambileno
- Terragnolo
- Nogaredo
- Isera
- Mori
- Brentonico
- Luján de Cuyo
- Cartaxo

## Galleria d'immagini

Bento Gonçalves, veduta panoramica nel 2018
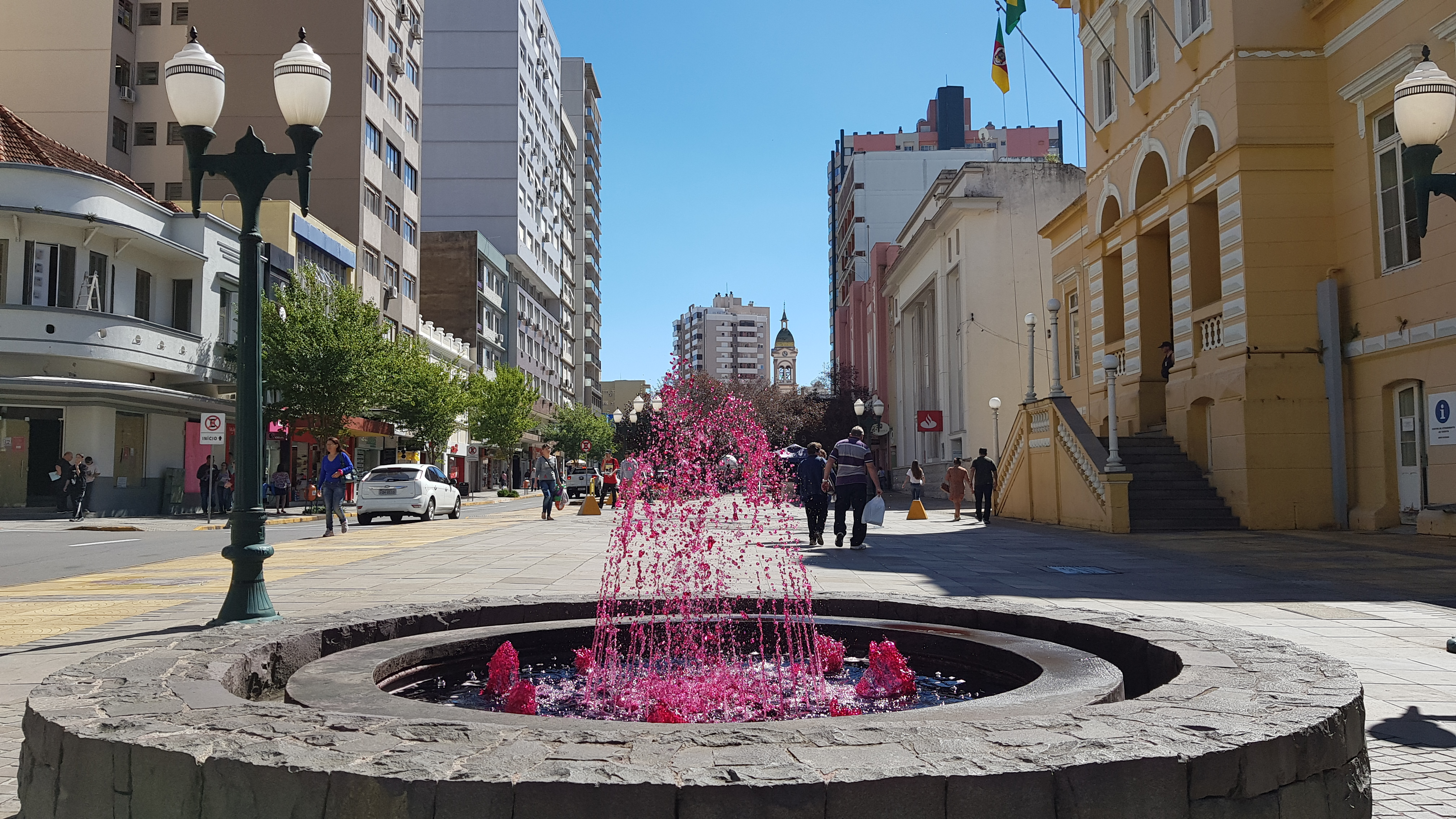
Piazza della città